# Thomas Hicks (Maler)
Thomas Hicks (* 18. Oktober 1823 in Newtown, Pennsylvania; † 8. Oktober 1890 in Trenton Falls, New York) war ein US-amerikanischer Maler.

## Leben
Hicks war ein Neffe des amerikanischen Volksmalers Edward Hicks. Er besuchte die Newtown Academy und versuchte sich bereits im Alter von 15 Jahren in der Porträtmalerei. Anschließend begann er ein Studium an der Pennsylvania Academy of Fine Arts in Philadelphia, das er 1838 an der National Academy of Design in New York fortsetzte. Für deren Jahresausstellung 1841 reichte er sein Gemälde The Death of Abel ein.
1845 ging er nach Europa und studierte in London, Paris, Florenz und Rom. Nach einem Besuch in Venezuela 1847 ging er nach Rom zurück und malte unter anderen Arbeiten eine Italia als Halbfigur. 1849 ging er abermals nach New York, wo er als Porträtmaler erfolgreich wurde. Die National Academy of Design wählte ihn 1851 zum Vollmitglied (NA).

## Werke (Auswahl)

Porträt des Elisha Kent Kane von Thomas Hicks

- Advokat Taylor mit einer Ansicht von Damaskus, 1855, Öl auf Leinwand, 62,5 × 75,5 cm, Washington, Smithsonian Institution, National Portrait Gallery